# Lego: Clutch Powers wkracza do akcji
Lego: Clutch Powers wkracza do akcji / Przygody Maxa Powersa (ang. LEGO: The Adventures of Clutch Powers) – amerykański film animowany z serii Lego, wyprodukowany w roku 2010.

## Opis fabuły
Clutch Powers wraz z nową ekipą wyrusza w podróż by pomóc odzyskać tron prawowitemu władcy; księciu Varenovi oraz wyzwolić jego królestwo z rąk złego czarodzieja Mallocka.

## Bohaterowie
- Albert von Beam
- Czacha
- Książę Vern
- Ron Powers
- Max Powers

## Wersja polska
Wystąpili:
- Paweł Ciołkosz – Max Powers
- Andrzej Chudy – Kjeld Playwell
- Modest Ruciński – Cold Masterson
- Agnieszka Fajlhauer – Peg Mooring
- Jarosław Domin – Artur Fol
- Miłogost Reczek – Mallock Okrutny
- Sebastian Cybulski – Kostka
- Jarosław Boberek – Hogar Troll
- Mikołaj Klimek
- Anna Apostolakis

i inni